# Юлаево (Мечетлинский район)
Юла́ево (баш. Юлай) — деревня в Мечетлинском районе Республики Башкортостан Российской Федерации. Входит в состав Кургатовского сельсовета.

## География

### Географическое положение
Расстояние до:
- районного центра (Большеустьикинское): 34 км,
- центра сельсовета (Кургатово): 2 км,
- ближайшей ж/д станции (Красноуфимск): 133 км.

## Население
| 1939 | 1959 | 1970 | 1979 | 1989 | 2002 | 2009 |
| ---- | ---- | ---- | ---- | ---- | ---- | ---- |
| 314  | ↘289 | ↘274 | ↘215 | ↘188 | ↗208 | ↘174 |
| 2010 |      |      |      |      |      |      |
| ↘158 |      |      |      |      |      |      |

### Национальный состав
Согласно переписи 2002 года, преобладающая национальность — татары (88 %).